# Spookhuis (paranormaal)

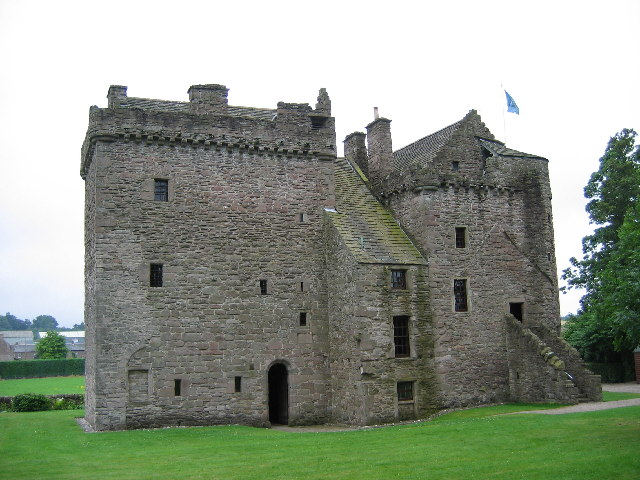
Lady Greensleeves spookt in Huntingtower Castle in Schotland

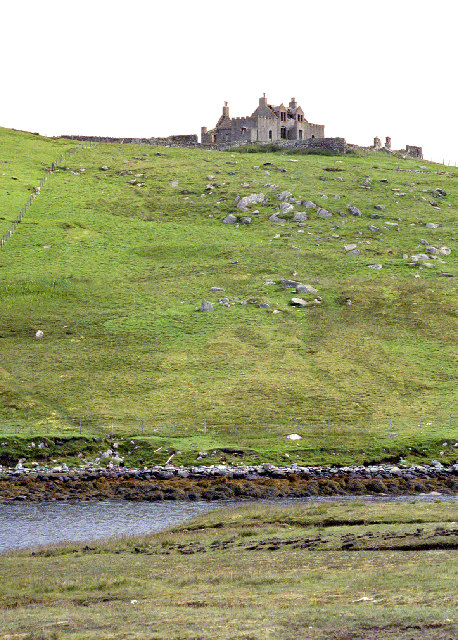
Windhouse, spookslot op de Shetlandeilanden

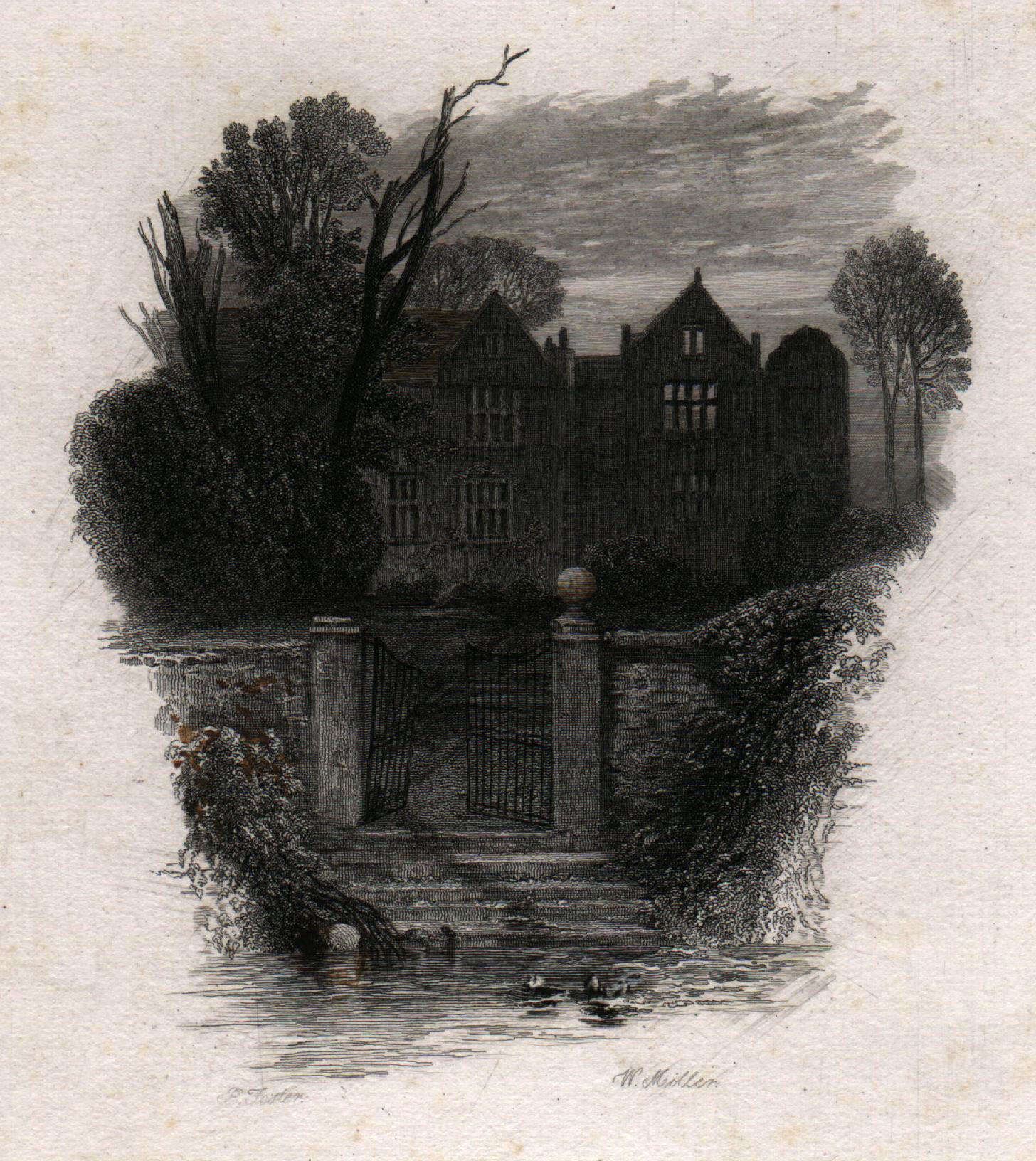
Een spookhuis uit 1872

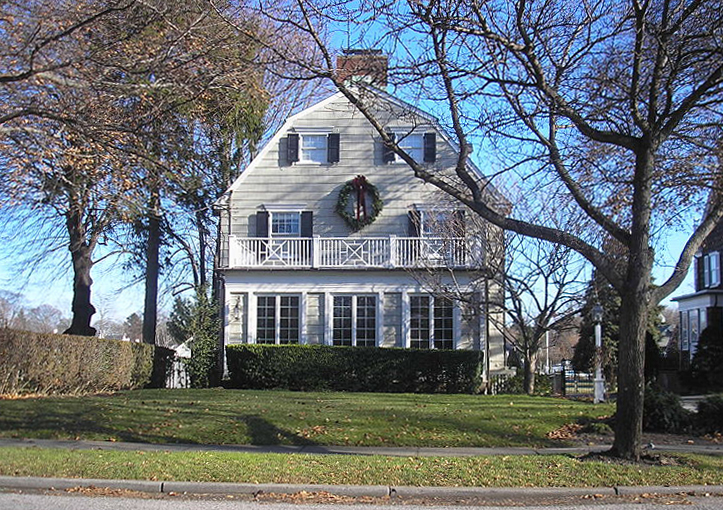
Amityville House, zie The Amityville Horror (2005)

Een spookhuis of spookslot is een huis waarin geesten, spoken, monsters of andere paranormale verschijnselen voor zouden komen. 

## Voorbeelden

### In Nederland en België
- Ruine van Burcht Grebben te Grubbenvorst, bekend als Gebroken Slot, alwaar de "Witte Dame" spookt.
- Ruïne van huis Selzate te Sas van Gent, afgebroken op 18 maart 2011
- Ruïne voormalig klooster Sint Anna ter Muiden (Sluis)
- Ruïne voormalig hotel Dullemond in Laag-Soeren
- Ruïne voormalig klooster St. Anna in Heel
- De "Spookboerderij" bij Brummen
- Het "Spookhuis" in Spijkenisse
- Het Baggaarthof in Klein-Sinaai, afgebroken in 1943
- Kasteel Reuversweerd te Cortenoever bij Brummen
- Singraven in Dinkelland
- De voormalige staatsboerderij in Hoogland
- Kasteel Rechteren; de spookkamer is al eeuwen niet meer geopend, omdat daar ooit een hondsdolle jager zou zijn opgesloten.
- Kasteel Waardenburg is bekend van de Faust-legende.
- Kasteel Limbricht in Nederlands Limburg

Enkele bekende 'spookkastelen' zijn het Gravensteen, Slot Loevestein, Kasteel van Ooidonk, Kasteel Doorwerth en Geeraard de Duivelsteen.

### Buiten de Benelux
- Ardvreck Castle in Schotland
- Windhouse op de Shetlandeilanden
- Huntingtower Castle bij Perth
- Glamis Castle met de Grey Lady of Glamis
- Edinburgh Castle in Schotland
- Blickling Hall in Engeland
- Er gaan geruchten dat in het huis van de premier van Japan spoken wonen. Dit werd in 2013 echter officieel ontkend door de Japanse regering[1]

## Media

### Film
- Hell house, 1940 (deze film was de inspiratie voor een spookhuis in Disneyland)
- House on Haunted Hill, 1959
- The Shining, 1980
- The Haunting, 1999
- Rose Red, 2002
- The Amityville Horror, 2005

### Overig
- Mostellaria (het spookhuis), een blijspel
- Dungeons & Dragons, na een rit in het spookhuis komen de hoofdpersonen in een andere wereld
- The Canterville Ghost, een roman (werd meerdere malen verfilmd)
- The Shining (televisieserie), speelt zich af in een spookhotel, deze verfilming lijkt meer op het boek van Stephen King dan de film uit 1980
- Ook in sprookjes en volksverhalen komen spookhuizen of spookkastelen voor, zie Sprookje van iemand die erop uittrok om te leren griezelen (KHM4), De drie talen (KHM33), Vrolijke Frans (KHM81), De jonge reus (KHM90), De koning van de gouden berg (KHM92), De drie zwarte prinsessen (KHM136), De spookmolen en uit Limburg Jan de ijzersterke. In Friesland Het Dokkumse spookhuis[2], De twee advocaten[3] en Hoe Sterke Jan met moedig zijn en het eten van pannenkoeken rijk werd[4]. Het spookhuis de Griffioen[5] gaat over een spookhuis te Veere in Zeeland.

## Trivia
- Een spookhuis wordt in Korea dokkaebi jib genoemd, huis van de Dokkaebi (een soort kabouter).
- In de Blokhuispoort in Leeuwarden zou, mogelijk in opdracht van Bureau CareX, onderzoek gedaan worden naar de aanwezigheid van geesten[6]. Uiteindelijk is het onderzoek niet doorgegaan.
- Een spookhuis is ook een attractietype waarin zulke verschijnselen gesimuleerd worden, teneinde bezoekers angst aan te jagen. Zie spookhuis (attractie).